# Campeonato Brasileño de Serie B
El Campeonato Brasileño de Serie B, conocido como Brasileirão Serie B, es la segunda división del fútbol brasileño, organizada por la Confederación Brasileña de Fútbol (CBF). Se disputó en 1971 y 1972, y luego a partir de 1980.
En la divisional, los cuatro mejores equipos son promovidos a la Serie A, mientras los últimos cuatro equipos clasificados son relegados a la Serie C.

## Equipos participantes 2025
| Equipo               | Ciudad           | Estado         | Estadio                             | Capacidad | Posición 2024 |
| -------------------- | ---------------- | -------------- | ----------------------------------- | --------- | ------------- |
| Amazonas             | Manaus           | Amazonas       | Municipal Carlos Zamith             | 5.000     | 11º Serie B   |
| América Mineiro      | Belo Horizonte   | Minas Gerais   | Estadio Independência               | 23.018    | 8º Serie B    |
| Athletic Club        | São João del-Rei | Minas Gerais   | Estadio Joaquim Portugal            | 2.500     | 2º Serie C    |
| Athletico Paranaense | Curitiba         | Paraná         | Arena da Baixada                    | 42.372    | 17º Serie A   |
| Atlético Goianiense  | Goiânia          | Goiás          | Estadio Antônio Accioly             | 12.500    | 20º Serie A   |
| Avaí                 | Florianópolis    | Santa Catarina | Estadio de la Ressacada             | 19.000    | 10º Serie B   |
| Botafogo-SP          | Ribeirão Preto   | São Paulo      | Santa Cruz                          | 29.262    | 14º Serie B   |
| Chapecoense          | Chapecó          | Santa Catarina | Arena Condá                         | 20.089    | 15º Serie B   |
| Coritiba             | Curitiba         | Paraná         | Estadio Couto Pereira               | 40.502    | 12º Serie B   |
| CRB                  | Maceió           | Alagoas        | Trapichão                           | 17.126    | 16º Serie B   |
| Criciúma             | Criciúma         | Santa Catarina | Estadio Heriberto Hülse             | 22.000    | 19º Serie A   |
| Cuiabá               | Cuiabá           | Mato Grosso    | Arena Pantanal                      | 44.000    | 18º Serie A   |
| Ferroviária          | Araraquara       | São Paulo      | Arena da Fonte Luminosa             | 25.000    | 3º Serie C    |
| Goiás                | Goiânia          | Goiás          | Estadio da Serrinha                 | 14.450    | 6º Serie B    |
| Novorizontino        | Novo Horizonte   | São Paulo      | Estadio Jorge Ismael de Biasi       | 16.000    | 5º Serie B    |
| Operário             | Ponta Grossa     | Paraná         | Estadio Vila Oficinas               | 10.632    | 7º Serie B    |
| Paysandu             | Belém            | Pará           | Estadio Soares de Azevedo           | 16.200    | 13º Serie B   |
| Remo                 | Belém            | Pará           | Estadio Evandro Almeida             | 14.000    | 4º Serie C    |
| Vila Nova            | Goiânia          | Goiás          | Estadio Onésio Brasileiro Alvarenga | 11.788    | 9º Serie B    |
| Volta Redonda        | Volta Redonda    | Río de Janeiro | Estadio Raulino de Oliveira         | 18.230    | 1º Serie C    |

## Campeones
- Hasta 2005 el torneo se disputó bajo distintos tipos de formato en los cuales el campeón y subcampeón ascendían a la Serie A. En el torneo de 1986 se ha producido 4 ascensos y en el torneo de 1987 no hubo ascensos. Títulos de 1986 y 1987 no son reconocidos por la CBF así como el de 2000.

| Temporada             | Campeón               | Subcampeón              | Tercer lugar        | Cuarto lugar        | Clubes              |
| --------------------- | --------------------- | ----------------------- | ------------------- | ------------------- | ------------------- |
| 1971                  | Villa Nova-MG         | Remo de Belém           | ----------          | ----------          | 23                  |
| 1972                  | Sampaio Corrêa        | Campinense              | ----------          | ----------          | 23                  |
| 1973–1979             | torneo no disputado   | torneo no disputado     | torneo no disputado | torneo no disputado | torneo no disputado |
| 1980                  | Londrina              | CSA Alagoas             | ----------          | ----------          | 64                  |
| 1981                  | Guarani de Campinas   | Anapolina               | ----------          | ----------          | 48                  |
| 1982                  | Campo Grande          | CSA Alagoas             | ----------          | ----------          | 48                  |
| 1983                  | Juventus São Paulo    | CSA Alagoas             | ----------          | ----------          | 48                  |
| 1984                  | Uberlândia            | Remo de Belém           | ----------          | ----------          | 32                  |
| 1985                  | Tuna Luso Brasileira  | Goytacaz                | ----------          | ----------          | 24                  |
| 1986 *                |                       |                         |                     |                     |                     |
| Treze FC              | Maranhão São Luís     | -                       | -                   | 9                   |                     |
| Central-PE            | Americano             | -                       | -                   | 9                   |                     |
| Internacional Limeira | Juventus São Paulo    | -                       | -                   | 9                   |                     |
| Criciúma              | Marcílio Dias         | -                       | -                   | 9                   |                     |
| 1987 *                | Americano             | Uberlândia              | -                   | -                   | 24                  |
| 1987 *                | Operário Campo Grande | Paysandu Belém          | -                   | -                   | 24                  |
| 1988                  | Inter de Limeira      | Náutico Recife          | -----               | -----               | 24                  |
| 1989                  | Bragantino            | São José                | -----               | -----               | 96                  |
| 1990                  | Sport Recife          | Atlético Paranaense     | -----               | -----               | 24                  |
| 1991                  | Paysandu Belém        | Guarani de Campinas     | -----               | -----               | 64                  |
| 1992                  | Paraná Clube          | Vitória                 | -----               | -----               | 32                  |
| 1993                  | torneo no disputado   | torneo no disputado     | torneo no disputado | torneo no disputado | torneo no disputado |
| 1994                  | Juventude             | Goiás                   | -----               | -----               | 24                  |
| 1995                  | Atlético Paranaense   | Coritiba                | -----               | -----               | 24                  |
| 1996                  | União São João        | América de Natal        | -----               | -----               | 25                  |
| 1997                  | América Mineiro       | Ponte Preta             | -----               | -----               | 25                  |
| 1998                  | Gama                  | Botafogo Ribeirão Preto | -----               | -----               | 24                  |
| 1999                  | Goiás                 | Santa Cruz Recife       | -----               | -----               | 23                  |
| 2000 *                | Paraná Clube          | São Caetano             | -----               | -----               | 36                  |
| 2001                  | Paysandu Belém        | Figueirense             | -----               | -----               | 28                  |
| 2002                  | Criciúma              | Fortaleza               | -----               | -----               | 26                  |
| 2003                  | Palmeiras             | Botafogo                | -----               | -----               | 24                  |
| 2004                  | Brasiliense           | Fortaleza               | -----               | -----               | 24                  |
| 2005                  | Grêmio                | Santa Cruz Recife       | -----               | -----               | 22                  |

### Grupo único (todos contra todos)
- Desde el torneo 2006, el campeonato se juega de la misma forma que la Serie A. en sistema de todos contra todos y el equipo que finaliza con mayor puntaje es declarado campeón, con ascensos para los cuatro primeros.

| Temporada | Campeón             | Subcampeón      | Tercer lugar        | Cuarto lugar        | Clubes |
| --------- | ------------------- | --------------- | ------------------- | ------------------- | ------ |
| 2006      | Atlético Mineiro    | Sport Recife    | Náutico             | América de Natal    | 20     |
| 2007      | Coritiba            | Ipatinga        | Portuguesa          | Vitória             | 20     |
| 2008      | Corinthians         | Santo André     | Avaí                | Grêmio Barueri      | 20     |
| 2009      | Vasco da Gama       | Guarani         | Ceará               | Atlético Goianiense | 20     |
| 2010      | Coritiba            | Figueirense     | Bahia               | América Mineiro     | 20     |
| 2011      | Portuguesa          | Náutico         | Ponte Preta         | Sport Recife        | 20     |
| 2012      | Goiás               | Criciúma        | Atlético Paranaense | Vitória             | 20     |
| 2013      | Palmeiras           | Chapecoense     | Sport Recife        | Figueirense         | 20     |
| 2014      | Joinville           | Ponte Preta     | Vasco da Gama       | Avaí                | 20     |
| 2015      | Botafogo            | Santa Cruz      | Vitória             | América Mineiro     | 20     |
| 2016      | Atlético Goianiense | Avaí            | Vasco da Gama       | Bahia               | 20     |
| 2017      | América Mineiro     | Internacional   | Ceará               | Paraná Clube        | 20     |
| 2018      | Fortaleza           | CSA Alagoas     | Avaí                | Goiás               | 20     |
| 2019      | Bragantino          | Sport Recife    | Coritiba            | Atlético Goianiense | 20     |
| 2020      | Chapecoense         | América Mineiro | Juventude           | Cuiabá              | 20     |
| 2021      | Botafogo            | Goiás           | Coritiba            | Avaí                | 20     |
| 2022      | Cruzeiro            | Grêmio          | Bahia               | Vasco da Gama       | 20     |
| 2023      | Vitória             | Juventude       | Criciúma            | Atlético Goianiense | 20     |
| 2024      | Santos FC           | Mirassol        | Sport Recife        | Ceará               | 20     |

## Títulos por club
- Solo incluye títulos reconocidos por la CBF. 36 clubes han sido campeones de la Serie B hasta 2024.

| Club                   | Títulos | Años campeón | Subtítulos | Años subcampeón        |
| ---------------------- | ------- | ------------ | ---------- | ---------------------- |
| Goiás                  | 2       | 1999, 2012   | 2          | 1994, 2021             |
| Coritiba               | 2       | 2007, 2010   | 1          | 1995                   |
| América Mineiro        | 2       | 1997, 2017   | 1          | 2020                   |
| Botafogo-RJ            | 2       | 2015, 2021   | 1          | 2003                   |
| Paysandu               | 2       | 1991, 2001   | -          | ---                    |
| Palmeiras              | 2       | 2003, 2013   | -          | ---                    |
| Bragantino             | 2       | 1989, 2019   | -          | ---                    |
| Guarani                | 1       | 1981         | 2          | 1991, 2009             |
| Fortaleza              | 1       | 2018         | 2          | 2002, 2004             |
| Sport Recife           | 1       | 1990         | 2          | 2006, 2019             |
| Athletico Paranaense   | 1       | 1995         | 1          | 1990                   |
| Criciúma               | 1       | 2002         | 1          | 2012                   |
| Chapecoense            | 1       | 2020         | 1          | 2013                   |
| Grêmio                 | 1       | 2005         | 1          | 2022                   |
| Vitória                | 1       | 2023         | 1          | 1992                   |
| Juventude              | 1       | 1994         | 1          | 2023                   |
| Villa Nova-MG          | 1       | 1971         | -          | ---                    |
| Sampaio Corrêa         | 1       | 1972         | -          | ---                    |
| Londrina               | 1       | 1980         | -          | ---                    |
| Campo Grande-RJ        | 1       | 1982         | -          | ---                    |
| Juventus-SP            | 1       | 1983         | -          | ---                    |
| Uberlândia             | 1       | 1984         | -          | ---                    |
| Tuna Luso              | 1       | 1985         | -          | ---                    |
| Inter de Limeira       | 1       | 1988         | -          | ---                    |
| Paraná Clube           | 1       | 1992         | -          | ---                    |
| União São João         | 1       | 1996         | -          | ---                    |
| Gama                   | 1       | 1998         | -          | ---                    |
| Brasiliense            | 1       | 2004         | -          | ---                    |
| Atlético Mineiro       | 1       | 2006         | -          | ---                    |
| Corinthians            | 1       | 2008         | -          | ---                    |
| Vasco da Gama          | 1       | 2009         | -          | ---                    |
| Portuguesa             | 1       | 2011         | -          | ---                    |
| Joinville              | 1       | 2014         | -          | ---                    |
| Atlético Goianiense    | 1       | 2016         | -          | ---                    |
| Cruzeiro               | 1       | 2022         | -          | ---                    |
| Santos FC              | 1       | 2024         | -          | ---                    |
| CSA                    | -       | ---          | 4          | 1980, 1982, 1983, 2018 |
| Santa Cruz             | -       | ---          | 3          | 1999, 2005, 2015       |
| Remo                   | -       | ---          | 2          | 1971, 1984             |
| Figueirense            | -       | ---          | 2          | 2001, 2010             |
| Náutico                | -       | ---          | 2          | 1988, 2011             |
| Ponte Preta            | -       | ---          | 2          | 1997, 2014             |
| Campinense             | -       | ---          | 1          | 1972                   |
| Anapolina              | -       | ---          | 1          | 1981                   |
| Goytacaz               | -       | ---          | 1          | 1985                   |
| São José-SP            | -       | ---          | 1          | 1989                   |
| América de Natal       | -       | ---          | 1          | 1996                   |
| Botafogo-SP            | -       | ---          | 1          | 1998                   |
| Ipatinga               | -       | ---          | 1          | 2007                   |
| Santo André            | -       | ---          | 1          | 2008                   |
| Avaí                   | -       | ---          | 1          | 2016                   |
| Internacional          | -       | ---          | 1          | 2017                   |
| Mirassol futebol clube | -       | ---          | 1          | 2024                   |

### Títulos por estado
Solamente campeonatos reconocidos por CBF.
| Estado               | Títulos | Subtítulos |
| -------------------- | ------- | ---------- |
| São Paulo            | 11      | 8          |
| Minas Gerais         | 6       | 2          |
| Paraná               | 5       | 1          |
| Río de Janeiro       | 4       | 2          |
| Santa Catarina       | 3       | 6          |
| Goiás                | 3       | 3          |
| Pará                 | 3       | 2          |
| Río Grande del Sur   | 2       | 2          |
| Bahía                | 2       | 1          |
| Distrito Federal     | 2       | -          |
| Pernambuco           | 1       | 7          |
| Ceará                | 1       | 2          |
| Maranhão             | 1       | -          |
| Alagoas              | -       | 4          |
| Río Grande del Norte | -       | 1          |
| Paraíba              | -       | 1          |

## Goleadores por edición[1]
| Año         | Jugador                             | Club                                | Goles       |
| ----------- | ----------------------------------- | ----------------------------------- | ----------- |
| 1971        | Rubilota                            | Remo                                | 4           |
| 1972        | Pelezinho                           | Sampaio Corrêa                      | 8           |
| 1980        | Osmarzinho                          | Botafogo-SP                         | 12          |
| 1981        | Jorge Mendonça                      | Guarani                             | 11          |
| 1982        | Luisinho                            | Campo Grande-RJ                     | 10          |
| 1983        | Lima                                | Operário                            | 9           |
| 1984        | Dadinho                             | Remo                                | 6           |
| 1985        | Paulo César Guilherme Macuglia      | Tuna Luso Figueirense               | 6           |
| 1986 a 1990 | Desconocido                         | Desconocido                         | Desconocido |
| 1991        | Cacaio                              | Paysandu                            | 14          |
| 1992        | Saulo                               | Paraná Clube                        | 12          |
| 1994        | Baltazar Mário                      | Goiás Juventude                     | 11          |
| 1995        | Oséas                               | Atlético Paranaense                 | 14          |
| 1996        | Maurício                            | Santa Cruz                          | 11          |
| 1997        | Tupãzinho                           | América Mineiro                     | 13          |
| 1998        | Gauchinho                           | XV de Piracicaba                    | 13          |
| 1999        | Uéslei                              | Bahia                               | 25          |
| 2000        | Adhemar                             | São Caetano                         | 16          |
| 2001        | Sérgio Alves                        | Ceará                               | 21          |
| 2002        | Vinícius                            | Fortaleza                           | 22          |
| 2003        | Vágner Love                         | Palmeiras                           | 19          |
| 2004        | Rinaldo                             | Fortaleza                           | 14          |
| 2005        | Reinaldo                            | Santa Cruz                          | 16          |
| 2006        | Vanderlei                           | Gama                                | 21          |
| 2007        | Alessandro                          | Ipatinga                            | 25          |
| 2008        | Túlio Maravilha                     | Vila Nova-GO                        | 24          |
| 2009        | Elton Marcelo Nicácio Rafael Coelho | Vasco da Gama Fortaleza Figueirense | 17          |
| 2010        | Alessandro                          | Ipatinga                            | 21          |
| 2011        | Kieza                               | Náutico                             | 21          |
| 2012        | Zé Carlos                           | Criciúma                            | 27          |
| 2013        | Bruno Rangel                        | Chapecoense                         | 31          |
| 2014        | Magno Alves                         | Ceará                               | 18          |
| 2015        | Zé Carlos                           | CRB                                 | 19          |
| 2016        | Bill                                | Ceará                               | 15          |
| 2017        | Bérgson Mazinho                     | Paysandu Oeste                      | 16          |
| 2018        | Dagoberto                           | Londrina                            | 17          |
| 2019        | Guilherme                           | Sport Recife                        | 17          |
| 2020        | Caio Dantas                         | Sampaio Corrêa                      | 17          |
| 2021        | Edu                                 | Brusque                             | 17          |
| 2022        | Gabriel Poveda                      | Sampaio Corrêa                      | 19          |
| 2023        | Gustavo Coutinho                    | Atlético Goianiense                 | 14          |
| 2024        | Erick Pulga                         | Ceará                               | 13          |